# Mohammad Tawfiq Nassim Pacha
Mohammad Tawfiq Nasim Pacha (1874-1938 ; en arabe : محمد توفيق نسيم باشا) était une personnalité politique égyptienne d'origine turque.
Il a été premier ministre sous le sultanat d'Égypte entre 20 mai 1920 et 16 mars 1921, puis une fois la royauté instaurée, du 30 novembre 1922 au 15 mars 1923 et du 15 novembre 1934 au 15 janvier 1936. Il a également été ministre de l'Intérieur dans le cabinet de Youssef Wahba Pacha de Novembre 1919 à mai 1920.